# Rex Motion Picture Company

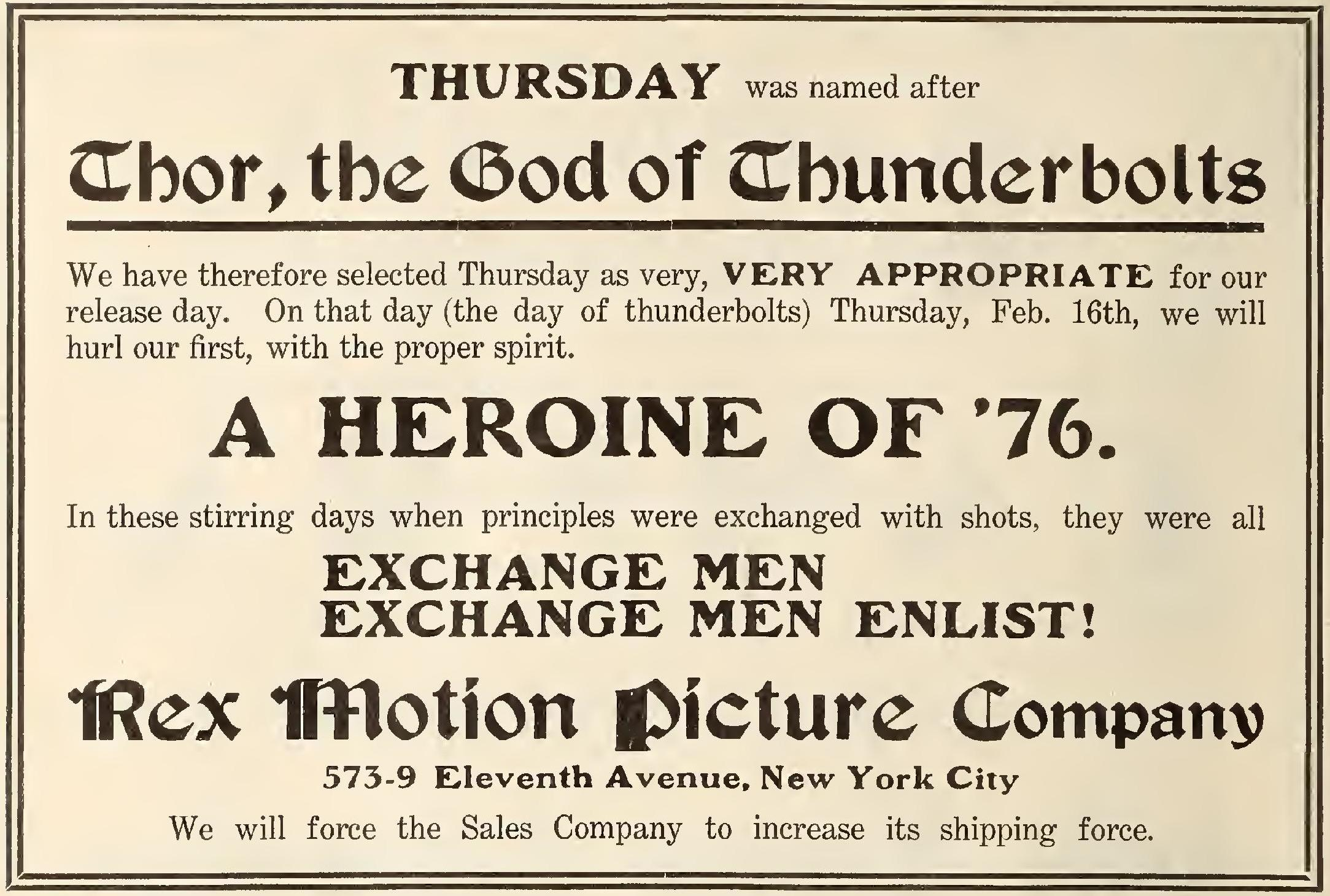

Rex Motion Picture Company ou Rex Company est une société de production américaine de cinéma fondée en 1909 par William Swanson, Edwin S. Porter et Joe Engel, en réaction à la mainmise, alors quasi totale, de la production cinématographique par le trust "Motion Picture Patents Company". Après avoir réalisé plus de 500 films, la production s'est arrêtée en 1917.

## Principaux réalisateurs
- Joseph De Grasse
- Allan Dwan
- Francis Ford
- Robert Z. Leonard
- Frank Lloyd
- John McDermott
- Harry C. Mathews
- Edwin S. Porter
- Phillips Smalley
- Stanner E.V. Taylor
- Otis Turner
- Lois Weber
- Ben F. Wilson